# Turkmengaz
Turkmengaz, auch Türkmengaz, ist ein staatliches turkmenisches Erdgasunternehmen mit Hauptsitz in Aşgabat. Der Konzern ist für die Erschließung von Erdgasfeldern auf dem Gebiet Turkmenistans, Förderung von Erdgas und Gaskondensat aus Feldern sowie die Aufbereitung, Verarbeitung und den Transport von Erdgas zu in- und ausländischen Verbrauchern zuständig, wobei es auch mit ausländischen Unternehmen kooperiert. Es ist das größte Gasunternehmen in Zentralasien und Turkmenistan ist der größte Erdgasproduzent in der Region. Der Vorsitzende des Unternehmens besitzt den Rang eines Ministers. Von Januar bis November 2020 erzielte Turkmengaz einen Umsatz von 4,13 Mrd. US-Dollar und hatte 2020 knapp 20.000 Mitarbeiter.

## Geschichte
Turkmengaz wurde am 1. Juli 1996 durch den einen Erlass des turkmenischen Präsidenten Saparmyrat Nyýazow, auf der Grundlage der gasproduzierenden Staatsunternehmen des abgeschafften turkmenischen Öl- und Gasministeriums  gegründet.
Im Dezember 2009 wurde die China-Zentralasien-Pipeline fertiggestellt, welche Erdgas aus Turkmenistan über Usbekistan und Kasachstan in die Volksrepublik China transportiert. Die Partner von Turkmengaz in dem Projekt waren die Staatsunternehmen Uzbekneftegaz, KazMunayGas und die China National Petroleum Corporation und weitere chinesische Staatskonzerne.
2006 schloss Turkmengaz einen Vertrag mit der China National Petroleum Corporation über die Erschließung des Gasfeld Galkynysch ab, welches inzwischen zu den größten Erdgasfeldern der Welt gehört. Eine turkmenische Ost-West-Gaspipeline wurde 2015 in Betrieb genommen, die alle Gasleitungen des Landes zu einem einzigen System verbindet und Exporte über das Kaspische Meer ermöglicht. Im selben Jahr begann der Bau der Turkmenistan-Afghanistan-Pakistan-Pipeline, welche turkmenisches Gas nach Südasien transportieren soll.
Am 7. Juli 2017 wurde es als Rechtsnachfolger des aufgelösten Staatskonzerns Turkmenneftegazstroy bestimmt, welches sich mit dem Bau von Anlagen für die Gewinnung und den Transport von Kohlenwasserstoff-Rohstoffen aus Gas-, Gaskondensat- und Ölfeldern befasste. Turkmengaz eröffnete 2018 den petrochemischen Komplex Kiyanli. Er hat eine Produktionskapazität von 81.000 Tonnen Polypropylen pro Jahr.
Im Jahre 2021 schloss das Unternehmen einen neuen Vertrag mit der China National Petroleum Corporation ab, welches die Liefermenge an China auf  51 Milliarden Kubikmeter Gas pro Jahr erhöht. 2020 lag die Liefermenge an China bei knapp 30 Milliarden Kubikmetern.